# Meridyrias infausta
Meridyrias infausta là một loài bướm đêm trong họ Noctuidae.